# Obrium multifarium
Obrium multifarium är en skalbaggsart som beskrevs av Berg 1889. Obrium multifarium ingår i släktet Obrium och familjen långhorningar.
Artens utbredningsområde är Paraguay. Inga underarter finns listade i Catalogue of Life.